# Saint-Félix (Lot)
Saint-Félix is een gemeente in het Franse departement Lot (regio Occitanie) en telt 280 inwoners (1999). De plaats maakt deel uit van het arrondissement Figeac.

## Geografie
De oppervlakte van Saint-Félix bedraagt 7,7 km², de bevolkingsdichtheid is 36,4 inwoners per km².
De onderstaande kaart toont de ligging van Saint-Félix (Lot) met de belangrijkste infrastructuur en aangrenzende gemeenten.

## Demografie
Onderstaande figuur toont het verloop van het inwonertal (bron: INSEE-tellingen).